# ألفرد مولر (قائد عسكري)
ألفرد مولر (بالإنجليزية: Alfred Müller)‏ هو قائد عسكري أمريكي، ولد في 23 نوفمبر 1915، وتوفي في 2 يوليو 1997 في مونستر في ألمانيا.